# Алтендиц
Алтендиц (њем. Altendiez) општина је у њемачкој савезној држави Рајна-Палатинат. Једно је од 137 општинских средишта округа Рајн-Лан. Према процјени из 2010. у општини је живјело 2.260 становника. Посједује регионалну шифру (AGS) 7141002.

## Географија
Алтендиц се налази у савезној држави Рајна-Палатинат у округу Рајн-Лан. Општина се налази на надморској висини од 170 метара. Површина општине износи 9,2 km².

## Становништво
У самом мјесту је, према процјени из 2010. године, живјело 2.260 становника. Просјечна густина становништва износи 245 становника/km².

## Међународна сарадња
| Мјесто         | Држава               | Врста сарадње | Од    |
| -------------- | -------------------- | ------------- | ----- |
| Бертон Латимер | Уједињено Краљевство | партнерство   | 2000. |
| Извор          |                      |               |       |